# Véronique Jardin
Pour les articles homonymes, voir Jardin (homonymie) et Gastaldello.
Véronique Jardin (ou Véronique Jardin-Gastaldello après son mariage) est une nageuse française, née le 15 septembre 1966 à Aubervilliers (à l'époque département de la Seine) et morte le 8 juin 2023 à Vernègues dans les Bouches-du-Rhône.

## Biographie

### Carrière sportive
Véronique Jardin est membre de l'équipe de France aux Jeux olympiques d'été de 1984 à Los Angeles et aux Jeux olympiques d'été de 1992 à Barcelone ; elle termine huitième de la finale du relais 4 fois cent mètres féminin de Los Angeles et est éliminée en séries de la même épreuve à Barcelone.
Elle a été cinq fois championne de France sur 50 mètres dos (hiver et été 1984, hiver et été 1985, hiver 1988), huit fois championne de France sur 100 mètres dos (été 1982, hiver et été 1983, hiver 1984, été 1985, hiver et été 1986, hiver 1987), cinq fois championne de France sur 200 mètres dos (été 1983, hiver et été 1984, hiver et été 1985), une fois championne de France sur 100 mètres nage libre (été 1983), trois fois championne de France sur 200 m nage libre (été 1983, été 1985 et hiver 1986) et deux fois championne de France sur 400 mètres nage libre (hiver 1986 et hiver 1987).
En club, elle a été licenciée au CN Marseille et au SFOC.

### Vie privée
Véronique Jardin est l'épouse d'Éric Gastaldello, la belle-fille d'Amélie Mirkowitch et la mère de Béryl et Marvin Gastaldello.

### Mort
Elle décède des suites d'une longue maladie le 8 juin 2023 à l'âge de 56 ans.